# La Grand Rive
 (décembre 2023).
 (juin 2023).
Si vous disposez d'ouvrages ou d'articles de référence ou si vous connaissez des sites web de qualité traitant du thème abordé ici, merci de compléter l'article en donnant les références utiles à sa vérifiabilité et en les liant à la section « Notes et références ».
Le Moulin de la Grand Rive est un ancien moulin à eau situé à Marsac-en-Livradois, en Auvergne. Il est connu pour son importance dans le monde de la papeterie. Ce moulin est un exemple remarquable de l'utilisation de l'énergie hydraulique pour des activités dans la période préindustrielle en France.

## Historique
Le Moulin de la Grand Rive trouve ses origines au XVIIe siècle. À l'époque, la région de l'Auvergne était réputée pour son industrie papetière florissante. Le moulin a été construit le long d'une rivière, profitant de la force motrice de l'eau pour alimenter les machines nécessaires à la production de papier.
La partie la plus ancienne du bâtiment est érigé en 1616 selon les dates gravées sur les fondations du lieu. Au fil des années, il a connu plusieurs agrandissements et améliorations, conduisant à son rayonnement régionale et nationale sur l'industrie papetière de l'époque.
Au XIXe siècle, le Moulin de la Grand Rive a connu une période faste. Il était devenu un centre de production majeur, fournissant du papier de haute qualité à une échelle locale et internationale pour un grand nombre d'institution.
Cependant, avec le temps, l'industrie papetière a connu des changements majeurs. L'arrivée de nouvelles techniques de production et de matériaux alternatifs a conduit à un déclin progressif des moulins traditionnels comme celui de la Grand Rive. Le moulin a finalement converti son activité au XXe siècle pour se concentrer sur la production de farines.
La Grand Rive est une propriété privée appartenant aux descendants de la famille Garrait. Depuis 2010 le bâtiment fait l'objet de restaurations importantes par la famille et avec le soutien de la DRAC régionale. L'ensemble extérieur est inscrit au registre des monuments historiques depuis 1984.

## La Grand Rive et l'Encyclopédie
- Lors de l’impression de l’Encyclopédie ou Dictionnaire raisonné des sciences, des arts et des métiers de Denis Diderot et Jean Le Rond d'Alembert, le tirage des gravures fut fait exclusivement sur du papier d’Auvergne[réf. nécessaire], alors que le tirage typographique du texte fut imprimé sur du papier de toutes provenances.
- L'Installation du Moulin de la Grand Rive est utilisé en exemple sur les planches et gravures de l'Encyclopédie pour décrire la fabrication du papier[réf. nécessaire].

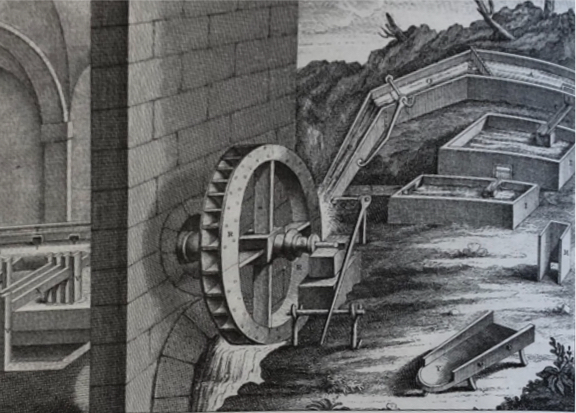
Gravure de l'Encyclopédie représentant la roue de la Grand Rive